# Demokracja bezpośrednia

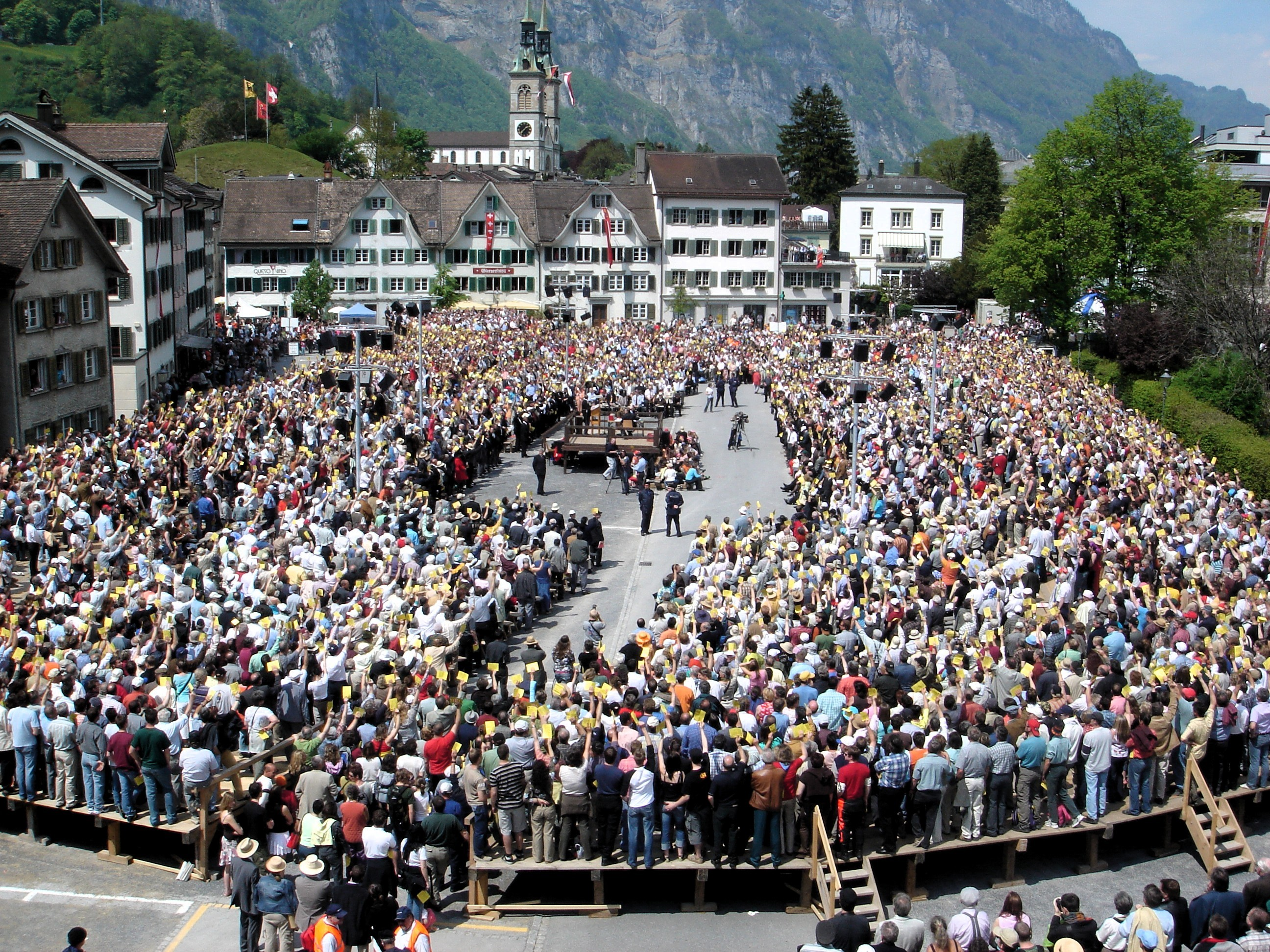
Landsgemeinde (zgromadzenie ludowe) – jedna z najstarszych i najprostszych form demokracji bezpośredniej, funkcjonująca w niektórych kantonach w Szwajcarii.

Demokracja bezpośrednia (z greckiego demos = lud oraz kratos = władza, czyli bezpośrednie rządy ludu) – system polityczny, w którym decyzje podejmuje się przez głosowanie ludowe (plebiscyt, referendum), w którym wziąć udział mogą wszyscy obywatele uprawnieni do głosowania. W demokracji bezpośredniej, w porównaniu do obecnej w większości państw zachodnich demokracji pośredniej, obywatele mają większy i bezpośredni wpływ na podejmowane decyzje.

## Historia
Początki demokracji bezpośredniej sięgają starożytnych Aten (demokracja ateńska, eklezja), w Sparcie organizowano apellę. W Szwajcarii odbywały się zgromadzenia ludowe zwane Landsgemeinde.

### Współczesne występowanie
Elementy demokracji bezpośredniej występują w większości współczesnych systemów demokracji pośredniej,
w Polsce są to głównie referenda lokalne w sprawie odwołania organów samorządu terytorialnego oraz referenda ogólnopolskie w najważniejszych sprawach ustrojowych (przyjęcie Konstytucji, przystąpienie do Unii Europejskiej). Nie ma jednak tradycji podejmowania decyzji przez referenda i większość ważnych decyzji podejmuje parlament.
System najbliższy demokracji bezpośredniej występuje obecnie w Szwajcarii – praktycznie każda ustawa federalna i lokalna może zostać poddana pod referendum; według szacunków prowadzi się tam więcej referendów niż we wszystkich pozostałych państwach świata łącznie. Generalną tendencją jest, że na poziomie samorządowym występuje system bliższy demokracji bezpośredniej niż na poziomie wyższym.
Poza Szwajcarią, demokrację bezpośrednią w podobnej formie stosuje się również w Liechtensteinie.
Innym krajem, w którym możemy mówić o demokracji bezpośredniej, była Libia za czasów Kaddafiego. Tamten ustrój nie był jednak demokracją bezpośrednią w typowym sensie tego słowa, przypominał raczej demokrację pośrednią, jednak społeczeństwo posiadało możliwość kontroli swojego reprezentanta (można było go zmienić przed upływem kadencji, musiał wypełniać postanowienia społeczeństwa; system podobny do demokracji szlacheckiej z czasów Rzeczypospolitej Obojga Narodów, lecz w rządach brać udział mógł każdy obywatel. Niestety, nie zawsze system był wykorzystywany w praktyce.
Szwajcaria i Liechtenstein nie są jednak jedynymi krajami, w których przeprowadza się referenda na poziomie ogólnokrajowym. Dla przykładu w okresie 1793-1978 na całym świecie przeprowadzono w sumie ok. 500 referendów (na poziomie ogólnokrajowym). Z czego 300 (60%) odbyło się w Szwajcarii. Na drugim miejscu znajduje się Australia, gdzie przeprowadzono 40 (8%) referendów.

## Porównanie demokracji pośredniej i bezpośredniej
Demokracja bezpośrednia pozwala uniknąć niektórych problemów demokracji pośredniej:
- Wynik referendum oddaje opinię ludzi w danej chwili, nie w chwili ostatnich wyborów. W krajach, gdzie przez ten czas następują zwykle duże zmiany poparcia dla ugrupowań politycznych (tak jak np. w Polsce), demokracja pośrednia może prowadzić do podejmowania decyzji wbrew woli wyborców. W demokracji pośredniej częściowo przeciwdziałać mogłyby temu częstsze wybory (np. co rok).
- Głosowania na jedną z dwóch możliwych propozycji, jakimi są typowe referenda, są całkowicie odporne na głosowanie taktyczne. Nie jest możliwe stworzenie takiego systemu dla większej liczby opcji, a typowe systemy wyborcze nie umożliwiają wyborcom podania list priorytetów kandydatów itp. Jednak w praktyce niemal każdy problem można rozstrzygnąć na więcej niż dwa sposoby.
- Referendum umożliwia wypowiedzenie się w dowolnej sprawie. Jeśli ktoś zgadza się z jedną opcją polityczną w pewnych sprawach, a nie zgadza się w innych, w demokracji pośredniej nie będzie dobrze reprezentowany. W demokracji bezpośredniej ma on możliwość głosować w każdej sprawie według własnego uznania, niezależnie od stanowiska partii politycznych.
- Wyborcy mogą podjąć decyzję w konkretnej sprawie wbrew woli establishmentu politycznego.
- Decydujący są odporni na różnego typu naciski, korupcję i inne czynniki, które powodują podejmowanie decyzji wbrew woli wyborców w przypadku demokracji pośredniej.
- Wyborcy mogą wykazywać większą inicjatywę w zarządzaniu państwem, mogą na przykład ustalać temat głosowania (np. w referendum wstępnym).

Przeciwnicy demokracji bezpośredniej wskazują na jej wady:
- Na sprawowanie władzy mogą mieć wpływ osoby nieprzygotowane.
- Osoby głosujące w referendum mogą ulegać emocjom i dokonać nieracjonalnego wyboru.
- Głosujący mogą kierować się własnym interesem, a niekoniecznie tym, co jest najlepsze dla państwa.
- Referenda mogą wiele kosztować.
- Wprowadzenie systemu odwoływania polityków może spowodować destabilizację sytuacji politycznej w kraju.

## Efekty stosowania demokracji bezpośredniej
- Im większe zastosowanie mają elementy demokracji bezpośredniej, tym większe jest tzw. „zadowolenie z życia” (niem. Lebenszufriedenheit; ang. life-satisfaction). Efekt ten ma bardzo wysoki poziom istotności statystycznej (ang. statistically significant) i ma porównywalny wpływ na „zadowolenie z życia“, co wzrost dochodów[4]. Z większego zadowolenia z życia wraz ze wzrostem partycypacji korzystają w równym stopniu wszyscy obywatele bez względu na wysokość dochodów, wykształcenie i płeć[5].
- Dochód na głowę w jednostkach terytorialnych o „silniejszej” demokracji bezpośredniej jest znacznie wyższy aniżeli w jednostkach terytorialnych o stosunkowo mniej rozwiniętych możliwościach współdecydowania (demokracji bezpośredniej)[6].
- Wydatki i przychody jednostek terytorialnych, w których zastosowanie ma demokracja bezpośrednia, są niższe[6].
- Im więcej demokracji bezpośredniej, tym niższe są koszty sektora publicznego[6][7][8].
- Zwiększa się skuteczność administracji publicznej (ang. "higher government efficiency")[8].
- Zmniejsza się poziom długu publicznego (deficyt budżetowy maleje)[8].
- Zmniejsza się korupcja[8].
- Wydatki publiczne na edukację na głowę mieszkańca są wyższe, jeśli możliwe jest przeprowadzanie referendów[6].
- Ceny gruntów są wyższe, ponieważ ludzie wolą mieszkać i pracować w gminach o wyższym wskaźniku demokracji bezpośredniej[6].
- W demokracji bezpośredniej ludzie chętniej płacą podatki, aniżeli w demokracji reprezentatywnej (mniejsza jest skala zjawiska uchylania się od płacenia podatków)[6][9][10].
- Podatki są niższe w jednostkach terytorialnych o rozwiniętej demokracji bezpośredniej[11][12][13].

## Narzędzia demokracji bezpośredniej

### Referendum
- Referenda – podział ze względu na moc prawną wyniku
  - referendum konstytutywne (stanowiące) – decyzja jest wiążąca;
  - referendum konsultatywne (opiniodawcze) – zasięganie opinii.
- Referenda – podział ze względu na zobowiązanie władz do organizacji
  - referendum obligatoryjne – trzeba przeprowadzić;
  - referendum fakultatywne – można przeprowadzić.
- Referenda – podział ze względu na sposób sformułowania pytania
  - referendum aprobatywne (afirmatywne) – przyjęcie;
  - referendum derogacyjne – odrzucenie.
- Referenda – podział ze względu na zasięg terytorialny
  - referendum ogólnokrajowe – na terytorium całego kraju;
  - referendum lokalne – na wybranym terytorium (w Polsce – województwo, powiat, gmina).

### Weto ludowe
- Wystąpienie przeciwko uchwalonej ustawie
- skutkiem jest często przeprowadzenie referendum

### Konsultacja ludowa
- wyrażenie woli obywateli poprzez głosowanie w jakiejś sprawie, wynik nie jest wiążący

### Zgromadzenie ludowe
- Zgromadzenie ogółu uprawnionych do podejmowania decyzji
  - Szwajcaria Landsgemeinde

### Plebiscyt
Inną formą demokracji bezpośredniej jest plebiscyt. Rozstrzyga on kwestie o charakterze kompleksowym, głosujący biorą pod uwagę całokształt warunków (np. przynależność terytorium do danego państwa, a tym samym ustroju).

### Inicjatywa ludowa
- wszczęcie postępowania ustawodawczego przez określoną liczbę uprawnionych obywateli np. Szwajcaria,  Włochy, Austria, Polska

Istnieje również możliwość zgłoszenia inicjatywy ustawodawczej (lub weta obywatelskiego). Obywatele mogą w ten sposób inicjować tworzenie aktów prawnych lub ich odrzucenie. Określona liczba obywateli (w Polsce sto tysięcy osób mających czynne prawo wyborcze w wyborach parlamentarnych) może przedłożyć konkretną propozycję lub tylko założenia.

### Głosowanie przez Internet
Wynalazek internetu pozwala na tworzenie systemów zarządzania państwem i samorządem w oparciu o demokrację bezpośrednią. Technologia ta może stać się podstawą przyszłych systemów politycznych.

## Literatura
- Baur, Arthur. Szwajcarski Fenomen (1992). "Wiedza Powszechna", Warszawa. ISBN 83-214-0884-2
- Frey, Bruno S./Stutzer, Alois. Direct Democracy: Designing a Living Constitution (2003). Institute for Empirical Research in Economics, Working Paper No. 167.(dostępna w PDF) (13.11.2009)
- Śpiewak, Paweł. Demokracja Partycypacyjna (3/1997), "Wiedza i Życie" (13.11.2009).. archiwum.wiz.pl. [zarchiwizowane z tego adresu (2020-01-30)].
- Kaufman B./ Büchi, R./ Braun, N. Guidebook to Direct Democracy: in Switzerland and beyond (2008). IRI Europe. Bern ISBN 978-3-940716-00-2 (dostępna w PDF online (13.11.2009))
- Uziębło, Piotr. Demokracja partycypacyjna. Wprowadzenie, Gdańsk 2009, Centrum Badań Społecznych. ISBN 978-83-929693-0-3 (dostępna online) (13.11.2009)
- Roman Przybylak / 2015/ principia democratiae, http://issuu.com/o_obrotach/docs/o_obrotach